# Offprint
 (juillet 2017).
Offprint est une plateforme de soutien aux éditeurs indépendants en art et design, créée en 2010 par Yannick Bouillis et repris en 2015 par la Luma Arles. Cette plateforme anime aussi deux rassemblements par an – Offprint London, et Offprint Paris - une bibliothèque itinérante et une librairie permanente au Parc des Ateliers (Luma) à Arles, France. 

## Objectifs
Offprint soutient les éditeurs d’inspiration critique - à l’égard du champ de l’Art comme des questions de société. La plateforme défend  la diversité des pratiques éditoriales (catalogues d’expositions, mais aussi livres et magazines d'artistes, livres de photos, zines, posters, publication de studios, activités éditoriales online, vinyls, multiples, actes de constitution d’archives…), leur diversité institutionnelle (publications de musées, de centres d’art, de galeries, d’universités, de fondations, d’écoles d’art, mais tout autant publications issues de maisons d’éditions dites « indépendantes », publications d’artistes, photographes, graphistes, designers, cooperatives éditoriales, imprimeurs d’art…), et veille à l’équilibre entre les publications soutenues par l’Etat, les institutions privées et les publications auto-financées. 
Offprint milite en faveur de la question de l’édition en art et s'intéresse notamment aux thèmes suivants : curation et édition ; espace du musée (white cube) et espace du livre (white page) ; l’espace du livre comme lieu de radicalité et d’expérimentation ; l’édition comme constitution de dynamiques intellectuelles et pratiques au sein des mouvements artistiques ; diversité des pratiques éditoriales ; diversité des acteurs ; rôle des micro-éditeurs, des revues, des librairies indépendantes...

## Activités
- Offprint Paris : rassemble tous les ans, au mois de novembre, 120 éditeurs du monde entier, aux Beaux-Arts de Paris (depuis 2012)[4] et à présent au Pavillon de l'Arsenal.
- Offprint London : rassemble tous les ans, au mois de mai, 140 éditeurs du monde entier, à la TATE Modern de Londres (depuis 2015)[5].
- Offprint library : bibliothèque itinérante, sans régularité, s’adaptant au contexte de réception - Milan, Salone del Mobile depuis 2016, sélection de publications critiques sur le Design; Amsterdam, Stedelijk Museum, sélection de publications sur la question des avant-gardes aujourd’hui, thème de travail : « 1917 - 2017 ».
- Librairie : Parc des Ateliers, Arles, (depuis mai 2017).

## Histoire
Yannick Bouillis crée Offprint Paris en 2010 comme salon de livres de photographie (documentaire). En 2011, le salon s’ouvre à la photographie plasticienne et l’année suivante à l’ensemble des publications issues de l’art contemporain, de la photographie et du graphisme. En 2012, Offprint est organisé pour la première fois en partenariat avec les Beaux-Arts de Paris (direction Nicolas Bourriaud, puis Jean-Marc Bustamante) et en 2015, en partenariat avec la Tate Modern à Londres, au Turbine Hall (direction Chris Dercon, puis Frances Morris).
Outre la présence des éditeurs dans chaque salon, Offprint Paris et Londres s’accompagnent d’un programme de conférences et de performances (dont une partie est organisée en coopération avec la Tate concernant Offprint London). 
Les salons ont accueilli plus de 900 éditeurs depuis 2010. 
En 2015, le projet Offprint est repris par la Fondation LUMA à Arles, toujours sous la direction de Yannick Bouillis. Enfin, l’année 2016 a vu la création d’une bibliothèque itinérante, d’abord à Milan, en 2015 et 2016,  pendant la Design Week, rassemblant un ensemble de publications interrogeant le design contemporain. En 2017, la bibliothèque se retrouvera au  Stedelijk Museum, proposant un programme autour de l’année 1917. Depuis le printemps 2017, la librairie Offprint est implantée à Arles, au Parc des Ateliers.  